# Mireval-Lauragais
Mireval-Lauragais település Franciaországban, Aude megyében. Lakosainak száma 193 fő (2022. január 1.). Mireval-Lauragais Castelnaudary, Fendeille, Fonters-du-Razès, Laurabuc, Laurac és Saint-Martin-Lalande községekkel határos.

## Népesség
A település népessége az elmúlt években az alábbi módon változott:
| Lakosok száma | 147  | 164  | 160  | 154  | 154  | 171  | 180  | 185  | 191  | 193  |
|               | 1990 | 1999 | 2011 | 2013 | 2015 | 2017 | 2018 | 2019 | 2021 | 2022 |